# Ikoma Chikamasa
Ikoma Chikamasa est un nom japonais traditionnel ; le nom de famille (ou le nom d'école), Ikoma, précède donc le prénom (ou le nom d'artiste).
Ikoma Chikamasa (生駒 親正, 1526-25 mars 1603) est un daimyo de la fin de la période Sengoku et du début de l'époque d'Edo au tournant du XVIIe siècle. Son père est Ikoma Chikashige. Chikamasa est nommé un des trois chūrō (arbitres) par Toyotomi Hideyoshi.

## Biographie
En 1566, il devient obligé de Nobunaga lorsque celui-ci attaque la province de Mino. Il se tient auprès de Hashiba Hideyoshi (Toyotomi Hideyoshi) à partir de là et est engagé dans plusieurs batailles telles que la bataille de Nagashino, le siège du Hongan-ji d'Ishiyama et la bataille contre le parti Saika dans la province de Kii. En 1582, il sert Hideyoshi après la mort de Nobunaga et participe à diverses batailles comme la bataille de Yamazaki, la bataille de Shizugatake, le siège d'Odawara et la bataille de Bunroku. En raison des services rendus, il reçoit des terres dans la province de Sanuki d'un rendement de 171 800 koku de riz. Au cours des dernières années de Hideyoshi, Ikoma Chikamasa, Nakamura Kazuuji et Horio Yoshiharu sont nommés à la position de chūrō auprès de Toyotomi.
En 1600, à la bataille de Sekigahara, Chikamasa fait partie des forces d'Ishida Mitsunari tandis que son fils, Ikoma Kazumasa, fait partie des forces de Tokugawa Ieyasu. Chikamasa reste à Sanuki et envoie ses vassaux à sa place pour attaquer le château de Tanabe dans la province de Tango. Il choisit cette stratégie pour préserver le clan Ikoma quel que soit le côté qui prévaut.
Parce que Kazumasa a combattu dans les forces de Ieyasu, celui-ci permet à Chikamasa de diriger le domaine existant après la bataille, mais Chikamasa prend la responsabilité de lutter du côté des perdants en transférant la charge de chef de famille à Kazumasa. Il devient prêtre et se retire au mont Koya.
Il est bientôt autorisé à retourner dans la province de Sanuki. Il meurt en 1603 au château de Takamatsu.

## Source de la traduction
- (en) Cet article est partiellement ou en totalité issu de l’article de Wikipédia en anglais intitulé « Ikoma Chikamasa » (voir la liste des auteurs).